# Истад
Истад (швед. Ystad) град је у Шведској, у крајње јужном делу државе. Град је у оквиру Сканског округа, где је једно од средишта округа. Истад је истовремено и седиште истоимене општине.
Истад је једно од најјужнијих насеља Шведске, па је стога познато летње туристичко одредиште.

## Природни услови
Град Истад се налази у крајње јужном делу Шведске (најјужнији град у држави) и Скандинавског полуострва. Од главног града државе, Стокхолма, град је удаљен 660 км југозападно. Од првог већег града, Малмеа, град се налази 60 км источно.
Истад се сместио на југозападној обали Балтичког мора. Градско подручје је равничарско, а надморска висина се креће 0-25 м.

## Историја
Подручје Истада било је насељено још у време праисторије. Први спомен данашњег насеља везује се за 11. век, када се овде јавља рибарско насеље. Први помен насеља под данашњим именом везује се за годину 1244. Убрзо је ту саграђен и манастир - 1267. године.
У средњем веку насеље је, као и цео јужни део данашње Шведске, био посед данског краља. Од њега су 1599. године добијена и градска права.
После споразума у Роскилдеу 1658. године Шведска добија подручја на данашњем југу државе, па и данашњи град Истад. 
Нови замах Истад доживљава у другој половини 19. века са доласком индустрије и железнице. Ово благостање траје и дан-данас.

## Становништво
Истад је данас град средње величине за шведске услове. Град има око 18.000 становника (податак из 2010. г.), а градско подручје, тј. истоимена општина има око 28.000 становника (податак из 2012. г.). Последњих деценија број становника у граду брзо расте.
До средине 20. века Истад су насељавали искључиво етнички Швеђани. Међутим, са јачањем усељавања у Шведску, становништво града је постало шароликије.

## Привреда
Данас је Истад савремени град са посебно развијеном индустријом и лучким делатностима. Последње две деценије посебно се развијају трговина, услуге и туризам. Последњих деценија туризам је постао окосница развоја града.

## Знаменитости
Истад има добро очувано и прилично велико старо градско језгро, једно од највреднијих у Скандинавији. Поред већих здања ту је мноштво кућа урађених у бондруку (градња од дрвених греда са испуном од црвених цигли).

## Збирка слика
- Главна градска црква, посвећена Богородици
- Црква св. Петра, најстарија у граду (13. век)
- Железничка станица у Истаду